# Seznam plemen koní
Seznam plemen koní uvádí abecedně uspořádaný přehled plemen koní.

## A
- Abesinský kůň
- Abtenauerský chladnokrevník
- Achaltekinský kůň
- Achetta
- Adajevský pony
- Aegidienberský mimochodník
- Ainos pony
- Albánský horský kůň
- Altajský kůň
- Alter-real
- Altmärkišský chladnokrevník
- Altwürttemberger
- American Cream Draft Horse
- American Paint Horse
- Americký aztécký kůň
- Americký baškir
- Americký horský kůň
- Americký indiánský kůň
- Americký jezdecký kůň
- Americký klusák
- Americký miniaturní kůň
- Americký plnokrevník
- Americký pony
- Americký quarter horse
- Americký quarter pony
- Americký shetlandský pony
- Americký walking pony
- Amurský kůň
- Anamitský pony
- Andaluský kůň
- Andino
- Anglický jezdecký pony
- Anglický plnokrevník
- Anglický polokrevník
- Anglo - karachai
- Anglo - lusitano
- Anglodon
- Angloarab
- Angloargentinský kůň
- Anglokabardinský kůň
- Anglonormanský kůň
- Appaloosa
- Appaloosa Sport Horse
- Araappaloosa
- Arabský plnokrevník
- Arasier
- Ardenský kůň
- Argentinský pony
- Australský dobytkářský kůň
- Australský pony
- Aveliňský kůň
- Azteca

## B
- Bardigiano
- Barokní pinto
- Baškirský kadeřavý
- Baskický pony
- Basutský pony
- Baškirský kůň
- Batacký pony
- Bavorský teplokrevník
- Belgický chladnokrevník
- Berberský kůň
- Bitjug
- Blazer Horse
- Bosenský horský kůň
- Brabantský kůň
- Brandenburský kůň
- Bretoňský kůň
- Brown Swiss
- Brumby
- Buďonovský kůň
- Buloňský kůň
- Búrský kůň

## C/Č
- Calico
- Camargský kůň
- Cayuský pony
- Chincoteaque
- Cimarron
- Clevelandský hnědák
- Clydesdale
- Colorado rangerbred horse
- Comtois
- Connemarský pony
- Criollo
- Curly horse
- Českomoravský belgik
- Český chladnokrevník
- Český sportovní pony
- Český teplokrevník
- Čínský pony

## D/E
- Daleský pony
- Darašuri
- Dartmoorský pony
- Dánský teplokrevník
- Dolský klusák
- Donský kůň
- Dole Gudbrandsdal
- Einsiedler
- Exmoorský pony

## F/G
- Falabella
- Fellský pony
- Finský kůň
- Fjordský kůň
- Florida Cracker
- Francouzský jezdecký kůň
- Francouzský jezdecký pony
- Francouzský klusák
- Frederiksborg
- Freiberger
- Fríský kůň
- Furioso
- Galiceno
- Gelderlandský kůň
- Gidran
- Gotlandský pony

## H
- Hack
- Hackney
- Hackney Pony
- Hafling
- Hannoverský kůň
- Highlandský pony
- Hispanoarab
- Hokkaido
- Holandský groningerský kůň
- Holandský chladnokrevník
- Holandský teplokrevník
- Holštýnský kůň
- Honební kůň (Hunter)
- Huculský kůň

## I/J
- Indický polokrevník
- Irský cob
- Irský tažný kůň
- Islandský kůň
- Italský chladnokrevník
- Italský tažný kůň
- Jakutský kůň
- Javánský pony
- Jezdecký pony
- Jomud
- Jutský kůň

## K
- Kabardinský kůň
- Kagošima
- Kajutský indiánský pony
- Karabair
- Karabašský kůň
- Karačajevský kůň
- Kartuziánský kůň
- Kaspický pony
- Kathiawarský kůň
- Kazašský pony
- Kerry Bog Pony
- Kirkizský kůň
- Kiso
- Knabstrupský kůň
- Kob
- Konik
- Kůň Kinský
- Kůň Převalského

## L/M
- Landéský pony
- Lewitzský pony
- Lipicán
- Litevský tažný kůň
- Lokajský kůň
- Lusitano
- Malopolský kůň
- Mangalarga marchador
- Maremmana
- Marwari
- Menorquiner
- Merénský kůň
- Miniappaloosa
- Miniaturní shetland
- Missourský klusák
- Mongolský kůň
- Moravský chladnokrevník
- Moravský teplokrevník
- Morab
- Morgan
- Murakozský kůň
- Murgeský kůň
- Mustang

## N/O
- Narrangansettský klusák
- Neapolský kůň
- New Forest pony
- Nonius
- Nordlandský pony
- Norický kůň
- Normandský kob
- Oldenburský kůň
- Orlovský klusák

## P
- Padang
- Palomino
- Pampa horse
- Paso fino
- Perský kůň
- Peršeron
- Peruánský paso
- Polo Pony
- Pottok

## Q/R
- Quarter Horse
- Rocky Mountain Pony
- Rottaler
- Ruský klusák
- Rýnský kůň

## S/Š
- Salerno
- Sardinský kůň
- Severošvédský kůň
- Shagya
- Shaleský kůň
- Shetlandský pony
- Shirský kůň
- Schwarzwaldský kůň
- Skyros
- Slezský norik
- Slovenský teplokrevník
- Sorraia poník
- Starokladrubský kůň
- Strelecký arab
- Suffolk
- Sumba
- Sumbava
- Šlesvický chladnokrevník
- Švédský teplokrevník

## T
- Tarpan
- Tennesseeský mimochodník
- Těrský kůň
- Tobiano
- Tonga horse
- Torijský kůň
- Trakénský kůň
- Turkmenský kůň

## V/W/Y
- Velkopolský kůň
- Velšský kob
- Velšský pony
- Velšský horský pony
- Velšský pony typu koba
- Vestfálský kůň
- Vjatka
- Vladimirský kůň
- Waler
- Warlander
- Württemberský teplokrevník
- Yorkshirský kůň